# Michael Rabinowitz
Michael Rabinowitz (* 27. November 1955 in Bethany, New Haven County) ist ein amerikanischer Jazzmusiker (Fagott, auch Bassklarinette).

## Leben und Wirken
Rabinowitz spielte in der Junior High School Klarinette, bevor er in der Highschool zum Fagott wechselte. Zunächst trat er auf lokaler Ebene in New Haven auf, hatte Unterricht bei Sal Mosca und studierte an der State University of New York at Purchase. Nach dem Studienabschluss lebte er zwei Jahre in Europa, u. a. in Paris und Amsterdam, in Kopenhagen spielte er mit Ed Thigpen, Kenny Drew senior und Horace Parlan. Nach seiner Rückkehr arbeitete er mit Ira Sullivan (Does It All !, Muse Records, 1981) und Eddie Buster. 1986 zog er nach New York City, wurde 1988 Mitglied der Avantgarde-Band The Mosaic Sextet (Album Today, This Moment mit Dave Douglas, Michael Jefry Stevens, Mark Feldman, Joe Fonda, Harvey Sorgen). 1989 wirkte er bei der Aufführung von Charles Mingus’ Epitaph unter Leitung von Gunther Schuller mit. In den 1990er-Jahren leitete Rabinowitz eigene Gruppen; es entstanden Aufnahmen für die Label Cats Paw und Jazz Focus.
Im Bereich des Jazz war er von 1981 bis 2011 an 28 Aufnahmesessions beteiligt, u. a. mit Joe Lovano, Anthony Braxton, Craig Handy, Franz Koglmann, Guus Janssen, Bartłomiej und Marcin Oleś, Lenore Von Stein, Chris Potter, Patrick Bebelaar, Ryan Truesdell (Centennial – Newly Discovered Works of Gil Evans) und der Mingus Big Band. Abgesehen von frühen Experimenten von Don Redman und Frankie Trumbauer mit dem Instrument in den 1920er-Jahren gilt Rabinowitz für Scott Yanow als der erste Jazzmusiker, der sich auf das Fagott spezialisiert habe.

## Diskographische Hinweise
- Bassoon on Fire (Cats Paw, 1990), mit John Hicks, Rufus Reid, Victor Lewis, John Hart, Pat O’Leary, Steve Johns
- Gabrielle's Balloon (Jazz Focus, 1995), mit John Hicks, Ira Coleman, Steve Johns
- Peter van Bergen / Vincent Chancey / Michael Rabinovitch / Guus Janssen / Ernst Glerum / Wim Janssen: Hollywood O.K. Pieces (Geestgronden, 2004)